# اس‌ام‌اس اشتوتگارت
اس‌ام‌اس اشتوتگارت (به انگلیسی: SMS Stuttgart) یک کشتی نیروی دریایی امپراتوری آلمان بود که طول آن ۱۱۵٫۳ متر (۳۷۸ فوت) بود. این کشتی در سال ۱۹۰۶ ساخته شد.